# Херсонський суднобудівний завод
Херсонський суднобудівний завод (ХСЗ) — суднобудівне підприємство, одне з найбільших в Україні, знаходиться в Херсоні. Засновано в 1951 році.

## Історія
ВАТ «Херсонський суднобудівний завод» розташований на півдні України, у гирлі річки Дніпро. Місто було засноване в 1778 році на місці фортеці, яка захищала кордони Російської імперії від турецьких набігів.  Раніше його називали острів Кошовий, а тепер там житловий мікрорайон Корабел. До того, як там розмістили корабельню, козаки облаштували там зимівники.
Саме з Херсонської корабельні розпочався Російський Чорноморський флот. Ось так на півдні України розпочався шлях створення головної гордості колись Російської імперії. Хоча нинішня росія, схоже, забула про це.
Наближеність Херсона до Чорного моря визначила зародження суднобудування. У місті були створені Адміралтейство і корабельня. 16 вересня 1783 року було спущено на воду перший військовий 66-гарматний лінійний корабель «Слава Катерини», поклавши тим самим початок Чорноморському Флоту.
У 1953 році зі стапелів заводу зійшли перші танкери «Херсон» і «Грозний». Через кілька років почалося виробництво суховантажних суден. 1965 року на підприємстві був споруджений один з перших у колишньому Радянському Союзі океанський суховантажний газотурбохід — «Паризька комуна», а в 1970 році — головне криголамно-транспортне судно «Капітан Мишевський».

### Після відновлення незалежності
За роки незалежності України херсонські суднобудівники побудували близько 25 різних суден, у тому числі 13 танкерів для судновласників Норвегії, Данії, Росії, два судна арктичного постачання в ПАР і Китай, чотири багатоцільові суховантажі для Філіппін і Норвегії.
Сьогодні Херсон — це великий промисловий центр, торговий порт, де швартуються судна з багатьох країн світу. Однією з провідних галузей у місті є суднобудування. Про місто так і говорять: «Херсон — місто корабелів».
У 2005 році Херсонський суднобудівний завод купила компанія російського олігарха Вадима Новинського «Смарт-холдинг».
У 2010 році завод займався будівництвом серії суден-якореукладників для норвезької компанії «Myklebust Prosjekt AS», а також судноремонтом і виготовленням річкових танкерів для голландської компанії «Veka Shipbuilding BV» (другий майданчик).
У вересні 2018 року Херсонська корабельня Смарт Мерітайм Груп розпочала будувати чергове судно серії «Волго-Дон макс» (сімейство суден типу «Челсі») на базі судна-донора. Сума контракту складає більше $1 млн.
В грудні 2018 року на корабельні за допомогою двох 80-тонних портальних кранів було піднято кормову частину танкера-хімовоза, що будується на замовлення голландської компанії VEKA Shipbuilding WT B.V вагою 160 тонн. Виріб було піднято з околостапельної плити і встановлено на місце збірки судна на північній гілці стапеля.
За словами головного технолога, на підприємстві вперше підійняли таку масу.
Восени 2019 року на підприємстві проводять підготовчі роботи для монтажу обладнання для теплового розкрою металу SAPPHIRE польської компанії «ECKERT». Для цього в цеху залили фундамент під агрегат, під'єднали електроустаткування, змонтували рейки та встановили компресор, який подаватиме повітря. За допомогою агрегату можна обробляти металеві листи як в режимі плазмового, так і газового різання.

## Види діяльності
На заводі працюють такі види виробництва:
- Металообробні;
- Складально-довідкове;
- Стапельне;
- Механо-монтажне;
- Трубо-монтажне;
- Добудовче;
- Малярно-добудовче;
- Виробництво з виготовлення машинобудівної частини;
- Виробництво оснащення і пластмас.

## Нагороди
- 1970 рік. Завод нагороджений орденом Леніна
- 1980 рік. Заводу вручено міжнародний приз «Золотий Меркурій».
- 1996 рік. Завод нагороджений міжнародним призом Аркою Європи «Золота Зірка».